# Schopenhauer et Leopardi
Schopenhauer et Leopardi (Schopenhauer e Leopardi dans sa version originale italienne) est un essai de Francesco De Sanctis écrit sous forme de dialogue. Publié pour la première fois en décembre 1858 dans la Rivista contemporanea, ce texte a été qualifié d'un de ses essais les plus brillants par Carlo Muscetta.
Il s'agit d'un dialogue entre deux amis qui discutent de la philosophie de Schopenhauer. L'un d'eux (Monsieur D) est De Sanctis lui-même qui écrit un article sur Schopenhauer pour la Rivista contemporanea. L'autre (Monsieur A) déteste la philosophie, en particulier l'idéalisme, et pense que la théologie et la philosophie sont destinées à disparaître avec le progrès des sciences naturelles comme ont disparu l'astrologie et la magie, et qu'au lieu de se tourmenter le cerveau pour expliquer un mystère avec d'autres sombres mystères, théologiques ou philosophiques, il est préférable de dire : « je ne sais pas ».
Dans le dialogue, les idéalistes sont critiqués et la philosophie de Schopenhauer est d'abord louée, en tant qu'ennemie de l'Idée :

« Fichte était une caricature de Kant, Hegel était le bouffon de Schelling, et a eu cette idée ridicule que l'idée se meut d'elle-même avec ses concepts en devenir et ceux qui génèrent des contradictions. Voulez-vous embrouiller un jeune homme et le rendre à jamais incapable de penser ? Mettez lui un livre de Hegel entre les mains. Quand il lira que l'être n'est rien, que l'infini est fini, que le général est le détail, que l'histoire est un syllogisme, ce jeune homme deviendra fou »

La philosophie de Schopenhauer expose le monde comme volonté et comme représentation ainsi que die Wille (volonté de vivre) comme cause des souffrances de l'homme. Les trois moyens de surmonter la douleur sont l'art, l'éthique et l'ascétisme. Schopenhauer est également comparé à Leopardi. De Sanctis écrit :

« Leopardi et Schopenhauer sont une même chose. Presque au même moment, l'un a créé la métaphysique et l'autre la poésie de la douleur. Leopardi a vu le monde du comment mais n'en connaissait pas le pourquoi. […] Schopenhauer a trouvé le pourquoi avec la découverte de la Volonté. »

Dans la dernière partie de l'essai, la philosophie de Schopenhauer est liquidée en même temps qu'est réévalué le sens progressiste du nihilisme de Leopardi.
Ernst Otto Lindner (de) (traducteur du Canti de Giacomo Leopardi pour le Vossische Zeitung) fit lire l'article de De Sanctis à Schopenhauer qui apprécia le dialogue, malgré les invectives à son encontre à la fin du texte.

« J'ai lu attentivement le dialogue deux fois, et je dois reconnaître combien je suis étonné de voir à quel point cet Italien a pris possession de ma philosophie. »

Schopenhauer aimait à se voir associé à Leopardi qu'il considérait comme un « frère spirituel italien ».